# Lugia uschakovi
Lugia uschakovi är en ringmaskart som beskrevs av Blake 1992. Lugia uschakovi ingår i släktet Lugia och familjen Phyllodocidae. Inga underarter finns listade i Catalogue of Life.